# Setge de Cervera
El setge de Cervera fou un dels episopis de la guerra civil catalana

## Antecedents
Pere de Portugal fou proclamat el gener de 1464 any com a nou sobirà del Principat de Catalunya per les institucions catalanes contraries a Joan el Sense Fe.

## El setge
El febrer de 1464 Joan el Sense Fe va posar setge a Cervera, i el març va dirigir personalment al març el setge de Lleida al costat del seu fill Alfons VI de Ribagorça, Bernat Hug de Rocabertí i Rodrigo de Rebolledo amb aconseguit diners i soldats de les ciutats de Saragossa i València, i el 6 de juliol va aconseguir que la ciutat capitulara.
Després de la pèrdua de l'estratègica plaça de Vilafranca del Penedès l'agost, Pere de Portugal va reunir a Barcelona un contingent nodrit de tropes per fer front a la previsible ofensiva de les forces realistes fidels a Joan el Sense Fe. Joan el Sense Fe va establir el Setge de Cervera, i quan Pere de Portugal va tenir notícia que les forces assetjadores al comandament de Joan Ramon Folc IV de Cardona anaven a rebre el reforç d'un nou contingent comandat pel joveníssim príncep hereu, va sortir des de Vic, on havia establert la seva caserna general, per a Cervera. El seu exèrcit acabava de ser reforçat amb tropes portugueses i borgonyones i comptava amb els caps militars més destacats: Pere d'Eça, Beltrán i Joan d'Armendáriz, el comte de Pallars, Guerau de Cervelló, el baró de Cruïlles, el vescomte de Rocabertí i el vescomte de Roda, i va sortir al seu encontre l'exèrcit realista que també comptava amb els seus capitans més importants. Al costat del comte de Prades i del seu fill Joan Ramon Folch III, hi havia l'arquebisbe de Tarragona, el comte de Mòdica i el castellà d'Amposta Bernat Hug de Rocabertí ―només faltava el comte d'Ampúries, fill natural de Joan―. L'exèrcit realista va sortir al seu encontre i el xoc entre tots dos es va produir en camp obert el 28 de febrer entre Prats de Rei i Calaf, on Pere fou derrotat i tornà a Manresa, fet que va suposar deixar de gaudir de la confiança de les autoritats catalanes,
En resposta a la derrota de Calaf, el 7 de juny de 1465, Pere va prendre La Bisbal, punt estratègic de les comunicacions entre Girona i la costa, defensat pel bisbe de Girona Joan Margarit i Pau i Pere avançava en el nord, prenent Camprodon, Berga, Bagà i Olot amb les tropes de Joan estancades en el setge d'Ulledecona i el setge d'Amposta, que va caure el 21 de juny. Amb la caiguda d'Amposta en mans reials, quedava obert el camí de Tortosa i Barcelona.
L'armada de Francesc Berenguer de Blanes perseguí els vaixells de la Generalitat, que el 12 de juliol van desembarcar reforços portuguesos, i que es van refugiar al port de Marsella. Igualada va caure el 17 de juliol, i Cervera el 14 d'agost

## Conseqüències
Ulldecona va caure el 20 de setembre de 1465.
Pere rebé el suport rebut per mar des de Portugal quan Barcelona fou assetjada el juliol de 1465 per Alfons d'Aragó i d'Escobar, però les negociacions de Joan van deixar Pere sense aliances, perdent el suport de Milà i Castella i restant-li només el suport d'Anglaterra i Borgonya, que no podien influir en la guerra. Diverses poblacions catalanes canvien de bàndol (en els dos sentits) durant el conflicte, dificultant així encara més l'estratègia. Com a conseqüència de les derrotes i de la crisi econòmica i financera que patia Barcelona, les discrepàncies entre Pere de Portugal i les institucions catalanes amb la Generalitat al capdavant van anar accentuant-se i a la seva mort el 29 de juny a Granollers tot el sud de Catalunya havia passat a mans realistes després de la rendició d'Amposta i Tortosa.